# Organisierter Markt
Unter dem Rechtsbegriff organisierter Markt wird im Wertpapierrecht ein Markt beschrieben, der es Marktteilnehmern auf der Grundlage einer Marktordnung gestattet, zum Handel zugelassene Finanzinstrumente durch Finanzkontrakte zu kaufen und zu verkaufen.  
In der Wirtschaft ist der organisierte Markt allgemein ein Markt, an welchem sich Angebot und Nachfrage zu bestimmten Zeiten an einem bestimmten Ort treffen. Nicht nur Zeit und Ort sind Organisationsmittel eines organisierten Markts, sondern auch eine angemessene Aufbau- und Ablauforganisation müssen vorhanden sein.
Börsen entsprechen in der Regel dieser Definition, wobei einzelne Börsensegmente wie der Freiverkehr nicht organisierte Märkte im Sinne des Wertpapierrechts sind. Organisierte Märkte sind stets durch den Staat (bzw. staatlich anerkannte Stellen wie Aufsichtsbehörden (Börsenaufsicht) und/oder die Zentralbank) überwacht und kontrolliert und können im Sinne gesamtwirtschaftlicher Ziele beeinflusst werden.  

## Rechtsfragen
Verschiedene Gesetze bieten Legaldefinitionen für den organisierten Markt. Das ehemalige Investmentgesetz verstand darunter einen Markt, der anerkannt und für das Publikum offen und dessen Funktionsweise ordnungsgemäß ist. Für das geltende Wertpapiererwerbs- und Übernahmegesetz (WpÜG) sind gemäß § 2 Abs. 7 WpÜG organisierter Markt der regulierte Markt an einer Börse im Inland und der geregelte Markt im Sinne des Art. 4 Abs. 1 Nr. 21 der Verordnung (EG) Nr. 39/2004 Richtlinie 2004/65/EG des Europäischen Parlaments und des Rates vom 15. Mai 2014 über Märkte für Finanzinstrumente (MiFiD II). 
Eine ausführliche Legaldefinition des organisierten Markts findet sich in § 2 Abs. 11 WpHG, wonach der organisierte Markt ein im Inland, in einem anderen EU-Mitgliedstaat oder einem anderen Vertragsstaat des Europäischen Wirtschaftsraums betriebenes oder verwaltetes, durch staatliche Stellen genehmigtes, geregeltes und überwachtes multilaterales System ist, das die Interessen einer Vielzahl von Personen am Kauf und Verkauf von dort zum Handel zugelassenen Finanzinstrumenten innerhalb des Systems und nach nicht-diskretionären Bestimmungen in einer Weise zusammenbringt oder das Zusammenbringen fördert, die zu einem Vertrag über den Kauf dieser Finanzinstrumente führt. Nach § 2 Abs. 22 WpHG ist der organisierte Markt ein Handelsplatz. 

## Einordnung
Der organisierte Markt ist aufgrund bestehender Gesetze als Oberbegriff für regulierte Märkte und geregelte Märkte anzusehen. Beide Marktsegmente stellen damit zwei Teilbereiche des organisierten Marktes dar. Ein organisiertes Handelssystem gehört nicht zu den organisierten Märkten.

## Wirtschaftliche Aspekte
Sowohl den Nachfragern als auch den Anbietern von Finanzprodukten auf organisierten Märkten bietet diese Marktform eine Reihe von Vorteilen. Durch die amtliche Überwachung sowie die regelmäßige Börsenzeit an Handelstagen vermindert sich für alle Marktteilnehmer die Gefahr durch Marktmanipulation und illegale Geschäfte.
Der Marktzutritt zu den organisierten Märkten erfordert von Emittenten die Erfüllung von Zulassungsvorschriften. Voraussetzung für den Börsenhandel ist die Zulassung der Wertpapiere durch die Zulassungsstelle, wobei die Zulassung vom Emittenten zusammen mit einem Kreditinstitut zu beantragen ist (§ 32 Abs. 2 BörsG), es sei denn, der Antragsteller ist selbst ein Kreditinstitut. In beiden Fällen muss das Kreditinstitut an einer inländischen Börse mit dem Recht zur Teilnahme am Handel zugelassen sein. Wesentliche Grundlage für die Zulassung ist ein Wertpapierprospekt auf der Basis des Wertpapierprospektgesetzes. Basiswerte (vor allem Effekten) und Rechte, die an der Börse gehandelt werden sollen und nicht zum Handel im regulierten Markt zugelassen oder in den regulierten Markt oder in den Freiverkehr einbezogen sind, bedürfen gemäß § 23 Abs. 1 BörsG der Zulassung zum Handel durch die Geschäftsführung der Börse. Die Zulassung zum regulierten Markt ist in den §§ 2 ff. BörsZulV geregelt. 
Diese Zulassungsverfahren verursachen dem Emittenten Kosten auch für notwendige Öffentlichkeitsarbeit und stellen hohe Anforderungen die Rechnungslegung der gelisteten Unternehmen.